# Altsleutel
Met altsleutel duidt men de c-sleutel aan geplaatst op de derde lijn van de (vijflijnige) notenbalk. De altsleutel geeft dus aan dat een noot op deze lijn de stamtoon c', uit het eengestreept octaaf, de centrale C, voorstelt.
In de renaissance werd de sleutel veel gebruikt voor de tweede en soms derde stem van vierstemmige vocale muziek. Vandaag is het gebruik van de sleutel voornamelijk beperkt tot muziekpartijen voor een aantal instrumenten, zoals de altviool.